# Atari BASIC
Atari BASIC – język programowania BASIC dla ośmiobitowych komputerów Atari. Rozprowadzany na cartridge z komputerami Atari 400/800/1200XL lub sprzedawany osobno. Wbudowany w komputery serii XL (oprócz 1200XL), XE i XE Game System. Stworzony w 1978 roku przez firmę Shepardson Microsystems na zamówienie Atari Inc. Nie bazuje jak większość mu współczesnych implementacji na Microsoft BASIC.

## Charakterystyka[1]
- Interpreter, dostępne kompilatory firm trzecich.
- Edytor umożliwia wprowadzanie kodu programu w dowolnym miejscu na ekranie i jego dowolną edycję. Wprowadzenie nowej linii programu wymaga naciśnięcia klawisza Return.
- Sprawdzanie składni odbywa się natychmiast po wprowadzeniu linii programu.
- Program przechowywany jest w pamięci w postaci zakodowanej, słowa kluczowe BASIC zamieniane są na 1 bajtowe znaczniki[2].
- Możliwe jest użycie skrótów przy wpisywaniu wszystkich słów kluczowych. Należy wpisać pierwsze kilka liter i zakończyć je kropką, np. zamiast LIST użyć L. lub LI. lub LIS.
- Słowa kluczowe i zmienne muszą być zapisane dużymi literami.
- Zmienne przechowujące ciągi znakowe muszą być zadeklarowane przed użyciem.
- Nie ma konieczności deklarowania zmiennych numerycznych.
- Wszystkie liczby przechowywane są jako zmiennoprzecinkowe. Nie ma typu całkowitego.
- Komenda jest wykonywana natychmiast jeśli nie ma numeru linii.
- Słowo kluczowe LET może być pominięte, np. LET A=10 jest równoznaczne A=10.
- Nie ma konieczności użycia GOTO w konstrukcji IF THEN. IF A=10 THEN GOTO 200 może być zastąpione przez IF A=10 THEN 200.
- Możliwe jest użycie zamiennie: GOTO i GO TO oraz PRINT i ?.
- Można użyć procedur systemu operacyjnego wywołując instrukcję XIO.
- Po przełączeniu się w inne tryby graficzne niż standardowy tekstowy 40×24 znaków, w dolnej części dostępne jest okno tekstowe 40×4 które umożliwia wprowadzanie komend.
- Naciśnięcie klawisza Esc a potem kombinacji innych klawiszy powoduje wstawienie znaku specjalnego, np. kasującego ekran.
- Atari BASIC jest wolniejszy od innych implementacji na komputery 8 bitowe[3]. Spowodowane jest to następującymi czynnikami: wolna systemowa biblioteka liczb zmiennoprzecinkowych,  używanie tylko liczb zmiennoprzecinkowych, w celu znalezienia linii skoku dla GOTO przeszukiwany jest cały program, ten sam mechanizm jest używany w przypadku pętli FOR NEXT.

## Rozpowszechnianie

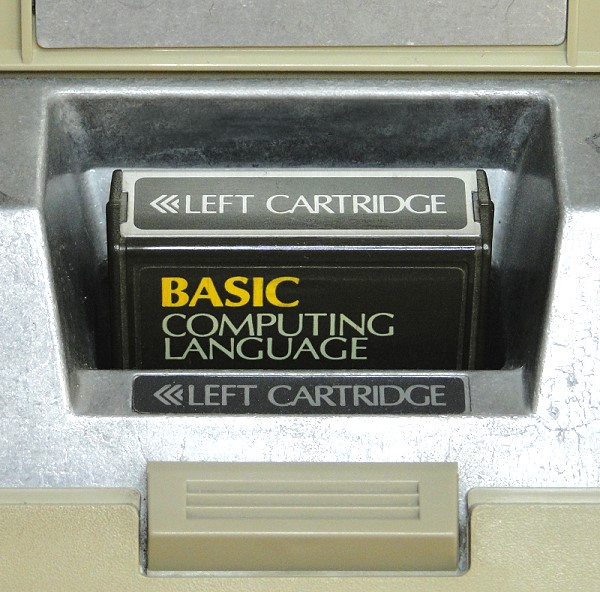
Cartridge z BASIC włożony do slotu Atari 400

Wydany na cartridge CXL4002. Rozprowadzany wraz z komputerami Atari 400, Atari 800 i Atari 1200XL lub sprzedawany osobno. W późniejszych modelach 600XL, 800XL, serii XE oraz XEGS BASIC był wbudowany w komputer. Po włączeniu zasilania komputer uruchamiał interpreter BASIC. Przytrzymując klawisz  OPTION  przy starcie można wyłączyć BASIC. Dla konsoli gier XEGS jeśli nie wykryto podłączonej klawiatury, BASIC był wyłączany automatycznie.

## Historia
Pod koniec lat 70 XX wieku w Stanach Zjednoczonych nastąpił gwałtowny rozwój rynku komputerów osobistych. Jako podstawowy język programowania do nauki jak i tworzenia profesjonalnych aplikacji uważany był w tym czasie BASIC. Stąd też praktycznie dla każdego komputera był on dostępny jako kluczowy komponent istotny dla jego sprzedaży. Najbardziej popularną implementacją BASIC był dialekt stworzony przez Microsoft. Używano go w pierwszych komputerach osobistych takich jak Altair 8800/IMSAI, Apple II, Commodore PET i innych.
W roku 1978 firma Atari Inc. pracowała nad swoim pierwszym komputerem Atari 800 i jego tańszą wersją Atari 400. O ile system operacyjny był tworzony przez inżynierów Atari, to przy BASIC postanowiono użyć gotowego produktu. Zakupiono licencję Microsoft 8k BASIC dla procesora MOS 6502. Microsoft miał dostosować BASIC do nowego komputera ale po roku braku postępów Atari zrezygnowało z ich usług. Atari rozpoczęło modyfikację BASIC we własnym zakresie. Kluczowym aspektem był rozmiar wynikowy skompilowanego kodu który miał zmieścić się na 8 KiB cartridge. Microsoft BASIC kompilował się do 8 KiB na procesorach Intel 8080 (procesor na który powstała pierwsza wersja BASIC dla komputera Altair 8800) ale na MOS 6502 było to 9 KiB co po dodatkowych modyfikacjach dawało 11 KiB. Problemy z rozmiarem i presja czasu – nowy komputer miał być zaprezentowany na targach Consumer Electronics Show w styczniu 1979 – skłoniły Atari to poszukiwania zewnętrznej firmy by przyśpieszyć prace.
We wrześniu 1978 roku Atari skontaktowało się z firmą Shepardson Microsystems Inc. Firma ta miała doświadczenie w tworzeniu oprogramowania dla komputerów Apple II (Apple DOS) opartych o ten sam procesor MOS 6502. Ponadto opracowała BASIC dla innego komputera – Cromemco.
Po zapoznaniu się z istniejącym kodem źródłowym Microsoft firma stwierdziła, że woli napisać BASIC od nowa. W październiku 1978 po zaakceptowaniu specyfikacji Paul Laughton i Kathleen O’Brien rozpoczęli prace. Zawarta umowa mówiła, że Shepardson Microsystems musi dostarczyć BASIC wraz z systemem zarządzania plików (później znanym jako DOS 1.0) najpóźniej do 6 kwietnia 1978. Atari planowało zaprezentować wczesną wersję Microsoft BASIC na targach Las Vegas Consumer Electronics Show w styczniu 1979, a później rozpowszechniać nowy Atari BASIC.
Prace nad nowym językiem programowania postępowały jednak dość szybko i BASIC był gotowy w grudniu 1978 roku po 2,5 miesiącach prac. Atari zaprezentowało na targach tę wersję a później rozpowszechniało ją na cartridge.
Na początku lat 80 XX wieku prawa autorskie do Atari BASIC zostały odkupione od Shepardson Microsystems przez nowo powstałą firmę Optimized Systems Software (OSS) założoną przez Billa Wilkinsona.
Kod źródłowy wraz z komentarzem twórców został opublikowany w książce „The Atari BASIC Source Book” w roku 1983.
Wersja Microsoft BASIC była później sprzedawana jako Atari Microsoft BASIC, jednak nigdy nie zdobyła popularności.

### Lista osób biorących udział w projekcie[7]
1. Paul Laughton – lider, główny programista.
2. Kathleen O’Brien – główny programista.
3. Bill Wilkinson – specyfikacja, procedury zmiennoprzecinkowe.
4. Paul Krasno – funkcje matematyczne.
5. Bob Shepardson – modyfikacja assemblera IMP-16.
6. Mike Peters – młodszy programista, obsługa kart perforowanych.

## Wersje
1. Revision A – wersja dostarczona przez Shepardson Microsystems w grudniu 1978. Atari rozpoczęło produkcję cartridgy zanim wszystkie błędy zostały znalezione. Rozpowszechniana na cartridge z Atari 400/800 lub sprzedawana oddzielnie.
2. Revision B – poprawia błędy z Revision A ale wprowadza nowy, bardziej poważny błąd. Dostępna w pierwszej serii Atari 600XL i 800XL. Nigdy nie była dostępna na cartridgu.
3. Revision C – poprawia błędy Revision B. Wersja ta znalazła się w komputerach późniejszej serii XL i XE oraz w XEGS. Wyprodukowano tylko niewielką ilość cartridgy.

Wersję można zweryfikować pod adresem pamęci 43234wykonując komendę BASIC:

PRINT PEEK(43234)
| Wartość | Wersja     |
| ------- | ---------- |
| 162     | Revision A |
| 96      | Revision B |
| 234     | Revision C |

### Błędy
Najpoważniejszym problemem w Revision A jest błąd w procedurze przenoszenia bloków pamięci o długości równej wielokrotności 256 bajtów. Generuje to błędy przy każdej operacji która wymaga przesuwania pamięci o tej długości w szczególności przy usuwaniu linii programu.
Revision B usuwa ten błąd, ale wprowadza inny bardzo podobny błąd który powoduje problemy częściej, bo przy dodawaniu linii programu. Ostatecznie rozwiązano to w Revision C.
| Revision | Revision | Revision | Opis |
| A        | B        | C        | Opis |
| -------- | -------- | -------- | --- |
| ✗        |          |          | Usunięcie linii programu może zawiesić komputer. |
| ✗        |          |          | Instrukcja GET nie inicializuje systemowego wskaźnika do bufora co prowadzi do błędów jeśli wcześniej użyto wyrażenia które zmieniło systemowy wskaźnik do bufora, np. GET po READ może zmienić numer linii DATA. |
| ✗        |          |          | Przypisanie ciągu które wymaga przesunięcia wielokrotności 256 bajtów powoduje zawieszenie się programu lub utratę części programu, np. A$=B$(257,512).                                                           |
|          | ✗        |          | Dodanie nowej linii programu może zawiesić komputer. |
| ✗        | ✗        |          | Użycie CSAVE nawet bez podłączonego magnetofonu generuje dźwięk zapisu który nie znika po pojawieniu się READY.                                                                                                   |
| ✗        | ✗        | ✗        | Błędne wyniki potęgowania niektórych liczb1^44 to błędnie 2 (Rev. B i C) lub 2^3=7.99999991 (Rev. A). |
| ✗        | ✗        | ✗        | Zamiast -0 wyświetlany ciąg losowy, np.PRINT -0 daje -E-<8 |
| ✗        | ✗        | ✗        | INPUT, READ i DIMmogą być wprowadzone bez argumentu, np. 10 INPUT. |
| ✗        | ✗        | ✗        | Użycie NOT może prowadzić do zawieszenia komputera, np. PRINT NOT NOT 1. |
| ✗        | ✗        | ✗        | Wyrażenie CHR$(A) = CHR$(B) jest zawsze prawdziwe. |
| ✗        | ✗        | ✗        | Dwukropek jako separator instrukcji może być zastąpiony przez znak Escape (o kodzie 27). |
| ✗        | ✗        | ✗        | Funkcje OPEN, XIO i POINT akceptują argumenty tylko z zakresu od 0 do 32767. |
| ✗        | ✗        | ✗        | Funkcja TRAP powoduje zawieszenie programu jeśli linia w której występuje jest taka sama jak jej argument, np. 10 TRAP 10:GET #1,A.                                                                               |
| ✗        | ✗        | ✗        | W programie możliwe zadeklarowanie tablicy większej niż dostępna wolna pamięć, np. DIM A(10922). |

## Słowa kluczowe
| Słowo kluczowe | Opis                                                                                           |
| -------------- | ---------------------------------------------------------------------------------------------- |
| ABS            | Zwraca wartość bezwzględną liczby.                                                             |
| ADR            | Zwraca adres zmiennej.                                                                         |
| AND            | Operator logiczny i.                                                                           |
| ASC            | Zwraca kod znaku.                                                                              |
| ATN            | Zwraca wartość arcusa tangensa argumentu.                                                      |
| BYE            | Uruchamia Self Test lub Memo Pad w modelach Atari 400/800.                                     |
| CHR$           | Zwraca znak o podanym kodzie.                                                                  |
| CLOAD          | Wczytuje program z kasety nagrany wcześnie CSAVE.                                              |
| CLOG           | Zwraca wartość logarytmu dziesiętnego liczby.                                                  |
| CLOSE          | Zamyka kanał wejścia/wyjścia.                                                                  |
| CLR            | Czyści wszystkie zmienne.                                                                      |
| COLOR          | Określa kolor dla instrukcji graficznych; w trybach znakowych kod znaku.                       |
| COM            | To samo co DIM. Nieukończona implementacja COMMON z Microsoft BASIC.                           |
| CONT           | Wznawia wykonywanie programu od następnej linii po zatrzymaniu.                                |
| COS            | Zwraca wartość cosinusa argumentu.                                                             |
| CSAVE          | Zapisuje program na kasecie.                                                                   |
| DATA           | Tworzy listę danych które będą odczytane przez instrukcję READ.                                |
| DEG            | Zamienia jednostkę argumentów funkcji trygonometrycznych na stopnie (standardowo radiany).     |
| DIM            | Deklaruje ciąg znakowy lub tablicę liczb.                                                      |
| DOS            | Uruchamia DOS, jeśli go brak działa jak BYE.                                                   |
| DRAWTO         | Rysuje linię prostą do punktu; działa również w trybach tekstowych.                            |
| END            | Kończy działanie programu, zamyka kanały wejścia/wyjścia i wyłącza dźwięk.                     |
| ENTER          | Wczytuje i dołącza program z urządzenia zewnętrznego; typowo z kasety lub dyskietki.           |
| EXP            | Zwraca wartość stałej e podniesionej do potęgi o wykładniku równym argumentowi.                |
| FOR            | Rozpoczyna pętlę.                                                                              |
| FRE            | Zwraca ilość wolnej pamięci w bajtach.                                                         |
| GET            | Odczytuje pojedynczy bajt z kanału wejścia/wyjścia.                                            |
| GOSUB          | Uruchamia procedurę pod wskazanym numerem linii.                                               |
| GOTO i GO TO   | Skok do linii o podanym numerze; może być pominięte przy konstrukcji IF THEN                   |
| GRAPHICS       | Zmienia tryb graficzny, kasuje ekran.                                                          |
| IF             | Rozpoczyna wyrażenie warunkowe.                                                                |
| INPUT          | Pobiera dane z kanału wejścia, standardowo z klawiatury.                                       |
| INT            | Zwraca największą liczbę całkowitą nie większą od argumentu.                                   |
| LEN            | Zwraca długość ciągu znakowego.                                                                |
| LET            | Nadaje wartość zmiennej; może być pominięte.                                                   |
| LIST           | Wyświetla program lub jego część na ekranie lub innym urządzeniu.                              |
| LOAD           | Wczytuje program z urządzenia zewnętrznego, typowo z kasety lub dyskietki.                     |
| LOCATE         | Odczytuje kolor piksela lub kod znaku o podanych współrzędnych.                                |
| LOG            | Zwraca wartość logarytmu naturalnego z podanej liczby.                                         |
| LPRINT         | Drukuje tekst na drukarce.                                                                     |
| NEW            | Kasuje program i wszystkie zmienne; wywoływane automatycznie przed LOAD i CLOAD.               |
| NEXT           | Kończy pętlę rozpoczętą przez FOR.                                                             |
| NOT            | Logiczna negacja.                                                                              |
| NOTE           | Zwraca pozycję w kanale wyjścia/wejścia; typowo w pliku.                                       |
| ON             | Skok warunkowy połączony z GOTO lub GOSUB.                                                     |
| OPEN           | Otwiera kanał wejścia/wyjścia.                                                                 |
| OR             | Logiczne lub.                                                                                  |
| PADDLE         | Zwraca położenie paddle (pokrętła sterującego).                                                |
| PEEK           | Zwraca zawartość pamięci o podanym adresie.                                                    |
| PLOT           | Rysuje punkt o podanych koordynatach.                                                          |
| POINT          | Ustawia położenie wskaźnika w kanale wejścia/wyjścia.                                          |
| POKE           | Zmienia zawartość pamięci.                                                                     |
| POP            | Ignoruje linię powrotu dla GOSUB.                                                              |
| POSITION       | Ustawia kursor.                                                                                |
| PRINT i ?      | Wysyła tekst do kanału wejścia/wyjścia, typowo na ekran.                                       |
| PTRIG          | Zwraca stan przycisku paddle.                                                                  |
| PUT            | Zapisuje jeden bajt to kanału wejścia/wyjścia.                                                 |
| RAD            | Zamienia jednostkę argumentów funkcji trygonometrycznych na radiany.                           |
| READ           | Odczytuje dane zapisane w instrukcji DATA.                                                     |
| REM            | Komentarz; można użyć zamiennie kropki.                                                        |
| RESTORE        | Ustawia pozycję od której instrukcja READ czyta dane zapisane przez DATA.                      |
| RETURN         | Koniec procedury wywołanej przez GOSUB.                                                        |
| RND            | Zwraca liczbę pseudolosową.                                                                    |
| RUN            | Uruchamia program; opcjonalnie wczytuje go z urządzenia zewnętrznego.                          |
| SAVE           | Zapisuje program na urządzeniu zewnętrznym; typowo na kasecie lub dyskietce.                   |
| SETCOLOR       | Przypisuje kolor wybranemu logicznemu rejestrowi koloru.                                       |
| SGN            | Zwraca znak argumentu.                                                                         |
| SIN            | Zwraca sinus argumentu.                                                                        |
| SOUND          | Generuje lub wyłącza dźwięk o podanych parametrach.                                            |
| SQR            | Zwraca pierwiastek kwadratowy argumentu.                                                       |
| STATUS         | Odczytuje status kanału wejścia/wyjścia.                                                       |
| STEP           | Wskazuje o ile zwiększyć lub zmniejszyć zmienną w pętli FOR.                                   |
| STICK          | Zwraca pozycję joysticka.                                                                      |
| STOP           | Zatrzymuje program.                                                                            |
| STRIG          | Zwraca stan przycisku joysticka.                                                               |
| STR$           | Zamienia liczbę na ciąg znaków.                                                                |
| THEN           | Wskazuje na wyrażenie które ma być wykonane w instrukcji warunkowej IF.                        |
| TO             | Wskazuje na wyrażenie ograniczającę pętlę FOR.                                                 |
| TRAP           | Skok do linii programu w przypadku wystąpienia błędu.                                          |
| USR            | Wywołuje procedurę w kodzie maszynowym z opcjonalnymi parametrami.                             |
| VAL            | Zamienia ciąg znaków na liczbę.                                                                |
| XIO            | Ogólna instrukcja wejścia/wyjścia; umożliwia m.in. zmianę nazwy pliku, formatowanie dyskietki. |

## Kody błędów Basic
| Kod | Opis |
| --- | --- |
| 2   | Brak wolnej pamięci. |
| 3   | Zła wartość. |
| 4   | Zbyt dużo zmiennych, maksymalnie 128.                                                                                              |
| 5   | Zła długość ciągu znakowego. |
| 6   | Brak danych dla instrukcji READ.                                                                                                   |
| 7   | Liczba większa niż 32767. |
| 8   | Błąd wprowadzania danych, próba wprowadzenia tekstu do zmiennej numerycznej.                                                       |
| 9   | Błąd deklaracji DIM; zadeklarowany rozmiar większy niż 32767 lub odwołanie do indeksu spoza zakresu lub zmienna już zadeklarowana. |
| 10  | Zbyt wiele instrukcji GOSUB lub zbyt duże wyrażenie.                                                                               |
| 11  | Dzielenie przez zero lub przekroczono zakres dla liczb zmiennoprzecinkowych.                                                       |
| 12  | Nie istnieje linia prgramu do której odwołuje się GOTO, GOSUB lub THEN.                                                            |
| 14  | Zbyt długa linia programu. |
| 15  | Użyto NEXT lub RETURN kiedy odpowiadające FOR lub GOSUB zostało usunięte.                                                          |
| 16  | Użyto RETURN bez odpowiadającego GOSUB.                                                                                            |
| 17  | Próba wykonania niewłaściwego kodu w pamięci.                                                                                      |
| 18  | Niewłaściwy znak początku zmiennej lub pierwszy znak argumentu VAL nie jest cyfrą.                                                 |
| 19  | Próba załadowania zbyt dużego programu.                                                                                            |
| 20  | Niewłaściwy numer urządzenia, dozwolone numbery od 1 do 7.                                                                         |
| 21  | Próba załadowania programu instrukcją LOAD programu nie zapisanego SAVE.                                                           |
| 128 | Naciśnięty klawisz BREAK podczas operacji wejścia/wyjścia.                                                                         |
| 129 | Próba otwarcia już otwartego kanału.                                                                                               |
| 130 | Próba użycia nieistniejącego urządzenia.                                                                                           |
| 131 | Próba odczytu kanału tylko do zapisu.                                                                                              |
| 132 | Nieprawidłowa komenda dla urządzenia.                                                                                              |
| 133 | Urządzenie lub plik nie zostało otwate.                                                                                            |
| 134 | Nieprawidłowy numer urządzenia. |
| 135 | Próba zapisu do kanału tylko do odczytu.                                                                                           |
| 136 | Koniec pliku. |
| 137 | Próba odczytu rekordu o długości większej niż 256 znaków.                                                                          |
| 138 | Urządzenie nie odpowiada (timeout).                                                                                                |
| 139 | Błędne dane na porcie szeregowym lub uszkodzona dyskietka.                                                                         |
| 140 | Błąd ramki portu szeregowego. |
| 141 | Kursor poza dozwolonym zakresem.                                                                                                   |
| 142 | Błąd transmisji szeregowej. |
| 143 | Błąd sumy kontrolnej portu szeregowego.                                                                                            |
| 144 | Próba zapisu na dyskietce zabezpieczonej przed zapisem.                                                                            |
| 145 | Błąd weryfikacji zapisu na dyskietce lub błędny handler ekranu.                                                                    |
| 146 | Funkcja nie jest zaimplementowana dla urządzenia.                                                                                  |
| 147 | Brak pamięci dla operacji w wybranym trybie graficznym.                                                                            |
| 160 | Zły numer stacji dysków. |
| 161 | Zbyt dużo otwartych plików. |
| 162 | Brak miejsca na dyskietce. |
| 163 | Błąd wejścia/wyjścia. |
| 164 | Zła struktura dysku. |
| 165 | Zła nazwa pliku. |
| 166 | Argument dla POINT wskazuje nieistniejące miejsce.                                                                                 |
| 167 | Plik jest zabezpieczony przed zapisem.                                                                                             |
| 168 | Niewłaściwa komenda. |
| 169 | Zbyt dużo plików na dyskietce. |
| 170 | Nie znaleziono pliku. |
| 171 | Zły argument dla POINT. |

## Alternatywne produkty
Na 8 bitowe komputery Atari powstało kilka alternatywnych implementacji języka BASIC zarówno interpreterów jak i kompilatorów. Typowo były szybsze i oferujące więcej komend niż Atari BASIC.

### Kompatybilne
- BASIC A+ – rozszerzona wersja Atari BASIC wydana na dyskietce przez firmę Optimized Systems Software.
- BASIC XL – wariant BASIC A+ wydany na cartridge przez firmę Optimized Systems Software.
- BASIC XE – rozszerzona wersja BASIC XL wydany przez firmę Optimized Systems Software. Wymaga 64 KiB przez co nie może być uruchomiony na Atari 400/800.
- Turbo-BASIC XL – wersja BASIC stworzona przez Franka Ostrowskiego. Opublikowana w zachodnioniemieckim czasopiśmie „Happy Computer” w grudniu 1985 roku. Dostępny interpreter i kompilator, wymaga 64 KiB[15].
- The Basic Compiler – kompilator firmy Datasoft z 1983 roku.
- MMG Basic Compiler – kompilator wydany przez MMG Micro Software[16] w 1984 roku. Licencjonowana wersja The Basic Compiler.
- ABC Compiler – kompilator wydany przez Monarch Data Systems w 1982 roku[17].

### Niekompatybilne
- Atari Microsoft BASIC – implementacja bazująca na kodzie zakupionym od Microsoft.
- Advan BASIC – kompilator BASIC firmy Advan Language Designs z 1986 roku. Rozszerzone komendy w stosunku do Atari BASIC ale z nim niekompatybilny[18].